# Cobra
Cobra es el nombre común de un grupo de serpientes venenosas de la familia Elapidae, en especial los géneros Naja, con unas veinte especies.
Habitan en zonas tropicales y desérticas del sur de Asia y África. Es fácil reconocerlas porque despliegan una especie de "capucha" en la zona de la cabeza cuando están irritadas o en peligro. Logran hacer esto aplanando las vértebras de la cabeza.
En general, se alimentan de roedores y aves, a los que matan inyectándoles una neurotoxina a través de los colmillos. Entre sus depredadores se incluyen la mangosta y algunas aves rapaces.

## Clases de cobras
La cobra real  (Ophiophagus hannah) es la serpiente venenosa más larga del mundo. El promedio de su longitud es de 3,7 m pero algunas alcanzan los 5,5 metros. Es una serpiente delgada, de color oliva o pardo, con ojos de color bronce. Vive en sur y este de Asia. Su actividad es diurna y se alimenta principalmente de otras serpientes (algunas de ellas también venenosas). Su veneno es muy tóxico.
La otra cobra asiática es conocida como cobra india o cobra de anteojos (Naja naja), debido a un dibujo similar a unos anteojos que exhibe en su piel. Rara vez alcanza una longitud superior a los 1,8 metros. El ensanchamiento de la zona de su cabeza es, proporcionalmente, mucho mayor que el de la cobra real y suele ser de color amarillo o castaño. Desarrolla su actividad durante el crepúsculo y por la noche, y se alimenta de reptiles, aves y roedores. 
Esta serpiente es causa de muchas muertes al año en la India, donde se la trata con respeto religioso y rara vez se le da muerte, aunque se cometen abusos tales como quitarles los dientes y presentarlas a la gente en espectáculos con flautas o trompetas.

## El veneno
El veneno de las cobras es neurotóxico y tiene un efecto muy fuerte sobre el sistema nervioso. Con todo, gracias a la mayor disponibilidad de un antídoto eficaz, la elevada tasa de mortalidad debida a su potente veneno ha disminuido en algunas zonas de Asia.
Además de morder e inyectar su veneno neurotóxico, algunas cobras como la cobra escupidora escupen el veneno comprimiendo los músculos que tienen en los colmillos. Estas cobras confían más en escupir el veneno que inyectarlo. Suelen apuntar a los ojos provocando una ceguera temporal, y a veces permanente.

El veneno de las cobras es usado en investigaciones médicas debido a que contiene la enzima "lecitinasa" que disuelve las paredes de las células, así como las membranas que rodean a los virus.

## Mitología
La cobra egipcia tenía gran importancia en el Antiguo Egipto, donde era utilizada como símbolo del faraón, representando también a la diosa Uadyet. Mientras las demás serpientes representaban a la serpiente Apofis, la cobra representaba el Sol. Se dice que Cleopatra se suicidó con la mordedura de una cobra en su pecho izquierdo.